# Mexikói strandlabdarúgó-válogatott
A mexikói strandlabdarúgó-válogatott Mexikót képviseli a nemzetközi strandlabdarúgó tornákon és a Mexikói labdarúgó-szövetség irányítása alatt áll. A válogatott a CONCACAF konföderáció igazgatása alatt játszik, ezen térség legsikeresebb csapata. Háromszor nyerte meg a CONCACAF-strandlabdarúgó-bajnokságot, 2008-ban, 2011-ben és 2015-ben, valamint kétszer harmadik, illetve egyszer 4. helyen végzett.

## Nemzetközi szereplés
| Strandlabdarúgó-világbajnokság | Strandlabdarúgó-világbajnokság | Strandlabdarúgó-világbajnokság | Strandlabdarúgó-világbajnokság | Strandlabdarúgó-világbajnokság | Strandlabdarúgó-világbajnokság | Strandlabdarúgó-világbajnokság | Strandlabdarúgó-világbajnokság | Strandlabdarúgó-világbajnokság | Strandlabdarúgó-világbajnokság |
| Év                             | Eredmény                       | Hely                           | M                              | Gy                             | Gy+                            | V                              | RG                             | KG                             | GÁ                             |
| ------------------------------ | ------------------------------ | ------------------------------ | ------------------------------ | ------------------------------ | ------------------------------ | ------------------------------ | ------------------------------ | ------------------------------ | ------------------------------ |
| 2005                           | Nem jutott ki                  | -                              | -                              | -                              | -                              | -                              | -                              | -                              | -                              |
| 2006                           | Nem jutott ki                  | -                              | -                              | -                              | -                              | -                              | -                              | -                              | -                              |
| 2007                           | Döntő                          | 2.                             | 6                              | 3                              | 1                              | 2                              | 24                             | 25                             | 12                             |
| 2008                           | Csoportkör                     | 11.                            | 3                              | 1                              | 0                              | 2                              | 6                              | 12                             | 3                              |
| 2009                           | Nem jutott ki                  | -                              | -                              | -                              | -                              | -                              | -                              | -                              | -                              |
| 2011                           | Negyeddöntő                    | 8.                             | 4                              | 1                              | 1                              | 2                              | 9                              | 13                             | 6                              |
| 2013                           | Nem jutott ki                  | -                              | -                              | -                              | -                              | -                              | -                              | -                              | -                              |
| 2015                           | Csoportkör                     | 15.                            | 3                              | 0                              | 0                              | 3                              | 4                              | 11                             | 0                              |
| Összesen                       | -                              | 4/8                            | 16                             | 5                              | 2                              | 9                              | 43                             | 61                             | 21                             |

## Címek
- FIFA strandlabdarúgó-világbajnokság selejtező:
  - Győztes (3): 2008, 2011, 2015
  - 3. hely (1): 2009, 2013
- Copa Latina:
  - 3. hely (1): 2011

## Jelenlegi keret
| # |     | Poszt | Név              |
| - | --- | ----- | ---------------- |
| 1 | MEX | K     | Diego Villaseñor |
| 2 | MEX | KP    | Ángel Rodríguez  |
| 3 | MEX | KP    | César Saldívar   |
| 4 | MEX | V     | Benjamín Mosco   |
| 5 | MEX | KP    | Adrián González  |
| 6 | MEX | CS    | Renato Rivera    |

| #  |     | Poszt | Név               |
| -- | --- | ----- | ----------------- |
| 7  | MEX | CS    | Ramón Maldonado   |
| 8  | MEX | KP    | Fausto Alemán     |
| 9  | MEX | CS    | Gerardo Hernández |
| 10 | MEX | KP    | Abdiel Villa      |
| 11 | MEX | V     | Félix González    |
| 12 | MEX | K     | Éder Patiño       |

## Fordítás
- Ez a szócikk részben vagy egészben  a   Mexico national beach soccer team című angol Wikipédia-szócikk fordításán alapul.  Az eredeti cikk szerkesztőit annak laptörténete sorolja fel. Ez a jelzés csupán a megfogalmazás eredetét és a szerzői jogokat jelzi, nem szolgál a cikkben szereplő információk forrásmegjelöléseként.